# Pseudohadena indigna
Pseudohadena indigna är en fjärilsart som beskrevs av Hugo Theodor Christoph 1887. Pseudohadena indigna ingår i släktet Pseudohadena och familjen nattflyn. Inga underarter finns listade.